# Michael Schloter
Michael Schloter (* 8. Mai 1966 in München) ist ein deutscher Biologe und Inhaber des Lehrstuhls für Umweltmikrobiologie an der Technischen Universität München. Seit 2011 ist er Leiter der Abteilung für vergleichende Mikrobiomanalysen im Helmholtz Zentrum München.

## Leben
Schloter studierte von 1984 bis 1989 in München an der Ludwig-Maximilians-Universität München Biologie. 1994 promovierte er an der Universität Bayreuth. Nach einigen Postdoc-Positionen im In- und Ausland übernahm er 2003 die Leitung der Arbeitsgruppe Mikrobielle Ökologie am Institut für Bodenökologie des GSF Forschungszentrum. 2007 habilitierte er sich an der Ludwig-Maximilians-Universität München auf dem Gebiet der Mikrobiologie. 2011 wurde er zum Leiter der Abteilung für vergleichende Mikrobiomanalysen des Helmholtz Zentrums München ernannt. 2023 erhielt er den Ruf als Professor für Umweltmikrobiologie an die TU München (TUM School of Life Sciences).

## Forschung
Schwerpunkte seiner Forschung sind Untersuchungen zur Interaktion von Umweltmikroorganismen mit dem Mikrobiom unterschiedlicher Wirte. Die Forschungsergebnisse zeigen, dass Veränderungen in der Zusammensetzung von Mikroorganismen in der Umwelt einen direkten Einfluss auf die Struktur und Funktion zum Beispiel des menschlichen Mikrobioms haben und damit auch Auslöser sogenannter Dysbiosen sein können. Ähnliche Beobachtungen hat Schloter auch bei anderen Wirten, beispielsweise bei Pflanzen oder Insekten, gemacht.
Ziel seiner Arbeit ist es, Umweltmikroorganismen, die essentiell für das Funktionieren von Mikrobiomen unterschiedlicher Wirte sind, zu identifizieren und zu isolieren, um sie langfristig therapeutisch nutzbar zu machen. Darüber hinaus arbeitet Schloter mit seinem Forschungsteam an Ansätzen, die Diversität von Mikroben in der Natur insbesondere im landwirtschaftlichen oder urbanen Umfeld zu erhöhen, um so wirtsassoziierte Mikrobiome in ihrer Funktionalität zu unterstützen.
Seit 2021 ist Schloter als Mitglied der Bayerischen Akademie der Wissenschaften im Forum Ökologie tätig.
Mit den regelmäßigen Veröffentlichungen von Forschungsergebnissen und deren Bedeutung für die Praxis gehört Schloter zu den am häufigsten zitierten Mikrobiologen weltweit. Von 2020 bis 2022 wurde er als „Highly Cited Researcher“ von Clarivate gelistet. Die Datenbank Scopus gibt mit dem Stand vom 2. Juli 2024 für 536 veröffentlichte Dokumente insgesamt 32.351 Zitierungen an. Der h-Index beträgt dabei 89. Bei Google Scholar liegt der h-Index bei 106.

## Schriften (Auswahl)
- Entwicklung von Methoden zur Identifizierung, Lokalisierung und Quantifizierung von Azospirillum-brasilense-Stämmen mit monoklonalen Antikörpern. Shaker, Aachen 1993. (Reihe Biologie.) ISBN 3-86111-623-5 (Zugleich: Dissertation, Universität Bayreuth, 1993).
- Leininger, S. et al.: Archaea predominate among ammonium oxidizing prokaryotes in soil. In: Nature 442. S. 806–809 (2006). doi:10.1038/nature04983
- Soliveres S. et al.: Biodiversity at multiple trophic levels is needed for ecosystem multifunctionality. In: Nature 536. S. 456–459 (2016). doi:10.1038/nature19092
- Schulze-Makuch, D. et al.: Transitory microbial habitat in the hyperarid Atacama Desert. In: Proc. Natl. Acad. Sci. U.S.A. 115, S. 2670–2675 (2018). doi:10.1073/pnas.1714341115
- Berg, G. et al.: Microbiome definition re-visited: old concepts and new challenges. In: Microbiome 8, S. 103 (2020). doi:10.1186/s40168-020-00875-0
- Harris, E. et al.: Denitrifying pathways dominate nitrous oxide emissions from managed grassland during drought and rewetting. In: Sci. Adv. 7 (2021). doi:10.1126/sciadv.abb7118